# Петров, Вячеслав Анатольевич
 Вячеслав Анатольевич Петров  (род. 17 августа 1969, Новокузнецк, Кемеровская область, СССР) — российский государственный и политический деятель, депутат Государственной думы Федерального собрания Российской Федерации  VIII созыва, член фракции «Единая Россия», член комитета Государственной думы по информационной политике, информационным технологиям и связи.
Председатель и депутат Законодательного собрания Кемеровской области — Кузбасса (2018—2021).
Из-за вторжения России на Украину, находится под международными санкциями Евросоюза, США, Великобритании и ряда других стран.

## Биография
Родился 17 августа 1969, в Новокузнецке.
В 1986 году — окончил среднюю школу № 60 и поступил на лечебный факультет Кемеровского государственного медицинскую академию.
В 1992 году  окончил лечебный факультет и получил распределение в ординатуру кафедры онкологии, на которой во время обучения вел научную деятельность, но после окончания вуза ушел в бизнес.
1992—1998 — президент ТОО «Инсайдер».
1998—2001 — генеральный директор ОАО «Компания Навигатор».
2001—2011 — генеральный директор ООО «Е-Лайт-Телеком», торговая марка «Good Line».
В 2003 году окончил юридический факультет Кемеровского государственного университета.
2011—2012 — заместитель Председателя Кемеровского городского Совета народных депутатов.
2012—2013 — руководитель Регионального исполнительного комитета Кемеровского регионального отделения Всероссийской политической партии «Единая Россия».
2013 — 2018 — председатель Совета директоров ООО «E-Лайт-Телеком».
С 2011 по 2013 год был депутатом Кемеровского городского совета, представляя 4 округ Заводского района.
С марта 2012 года является руководителем исполнительного комитета Кемеровского регионального отделения партии «Единая Россия».
На выборах в 2013 году был избран в Кемеровский облсовет по Ленинскому одномандатному округу.
9 сентября 2018 года Единый день голосования 9 сентября 2018 года избран депутатом и председателем Совета народных депутатов Кемеровской области (1 декабря 2019 года переименован в «Законодательное собрание Кемеровской области — Кузбасса»).
19 сентября 2021 года избран депутатом Государственной Думы VIII созыва.

## Политическая деятельность

### Государственная Дума(2021 — наст.вр)
VIII созыв
Выборы: По спискам партии «Единая Россия» (№ 6) в региональной группе № 6 (Кемеровская область, Томская область).(после отказа от мандата Алексея Синицына)
Комиссии:
Комитеты: Член комитета по региональной политике и местному самоуправлению.
Законотворчество:
Участие в заседаниях:
Голосование:

## Личная жизнь
Женат. Воспитывает двух сыновей.